# 野尻英恵
野尻 英恵（のじり はなえ、1990年12月30日 - ）は、福島中央テレビの女性アナウンサー。

## 略歴
イギリス生まれで、長野県松本市育ち。長野県松本深志高等学校、国際基督教大学卒業。2013年に福島中央テレビに入社。同期は小野紗由利。

## 人物
趣味は、旅行、世界遺産、キックボクシング。
SDGs検定の資格を持つ。

## 現在の担当番組
- ゴジてれ Chu ! 第Ⅲ部キャスター（2019年5月6日 - ）
- ふくしま未来ストーリー
- 中テレニュース

## 過去の担当番組
- ゴジてれ Chu ! 第Ⅰ部MC
  - 木曜担当（2015年4月2日 - 2016年3月31日）
  - 木・金曜担当（2016年4月7日 - 2017年9月29日）
  - 金曜担当（2018年10月5日 - 2019年5月3日）
- ゴジてれ×Sun! MC（2014年4月 - 2015年3月）